# Rhinolophus paradoxolophus
Rhinolophus paradoxolophus is een zoogdier uit de familie van de hoefijzerneuzen (Rhinolophidae). De wetenschappelijke naam van de soort werd voor het eerst geldig gepubliceerd door Bourret in 1951.

## Voorkomen
De soort komt voor in China, Laos, Thailand en Vietnam.